# Aya (Miyazaki)
Aya (jap. 綾町 Aya-chō) – miasto w Japonii, na wyspie Kiusiu, w prefekturze Miyazaki. Według danych na rok 2020 miejscowość zamieszkiwało 6 934 mieszkańców , a gęstość zaludnienia wyniosła 72,8 os./km².